# 安迪·格林
安迪·格林，OBE（英語：Andy Green，1962年7月30日—），英国皇家空军飞行员、陸上速度記錄保持者。格林獲得了英國皇家空軍獎學金入讀牛津大學伍斯特學院，1983年以一級榮譽畢業於數學系。其後他加入了皇家空軍，不久並成為F-4幽靈II戰鬥機的飛行員。1997年10月15日，他駕駛超音速推進號，在美國內華達州沙漠創下時速1228公里的世界紀錄，首次有陸上工具突破超音速，同年他獲得大英帝國勳章，2003年晉升為中校。2011年，推進號團隊宣布研發另一部更快的超音速車尋血獵犬號，格林獲邀成為團隊的一份子。

## 外部連結
- European Car Magazine profile